# キラン・デサイ
キラン・デサイ（Kiran Desai, 1971年9月3日 - ）とは、インドの小説家である。
小説家アニター・デサイ(Anita Desai)の娘。

## 略歴
1971年にインドニューデリーに生まれ14歳まで過ごした。その後、母とともにイギリスを経て、アメリカに移り、バージニア州en:Hollins Universityとニューヨーク州コロンビア大学で学んだ。
2006年に女性作家として最年少でブッカー賞を受賞した。

## 受賞歴
- ベティー・トラスク賞（1998年）（Hullabaloo in the Guava Orchard（『グアヴァ園は大騒ぎ』）に対して）
- ブッカー賞（2006年）（The Inheritance of Loss（『喪失の響き』）に対して）
- 全米批評家協会賞小説部門（第31回、2006年）（The Inheritance of Lossに対して）

## 日本語訳された作品
- 『グアヴァ園は大騒ぎ』新潮クレスト・ブックス、村松潔訳、新潮社、1999年
- 『喪失の響き』谷崎由依訳、早川書房、2008年

## 作品
- 『グアヴァ園は大騒ぎ』(Hullabaloo in the Guava Orchard)（1998年）
- 『喪失の響き』（The Inheritance of Loss）（2006年）